# Lo spumarino pallido
...I tipi sono veri e le storie sono tanto verosimili ....
...Io non ho niente altro da dire su Mondo Piccolo, nessuno può pretendere da un povero galantuomo che egli, dopo avere scritto un libro, lo debba anche capire.»
(estratto prefazione di Giovannino Guareschi)
Lo spumarino pallido è la seconda raccolta di racconti (o romanzo a episodi) del giornalista e scrittore italiano Giovannino Guareschi pubblicata postuma, sempre edito da Rizzoli ben tredici anni dopo la morte dello scrittore.
Lo spumarino pallido è una raccolta di racconti mai pubblicati. I racconti fanno parte della raccolta denominata da Guareschi Mondo Piccolo e sono ambientati in un non meglio definito piccolo centro della bassa padana e nelle sue frazioni. I racconti, pur essendo incentrati sulle vicende umoristiche, ma verosimili, del parroco di campagna don Camillo, e del sindaco comunista e meccanico del paese, Peppone, risultano più ampi dei precedenti e più attenti agli altri personaggi che rappresentano i vari aspetti e caratteri degli abitanti della Bassa.

## Contenuti
Il romanzo è composto da diciassette racconti che vertono sulle vicende della gente di campagna, povera ma buona, fissata con la politica ma anche generosa.
I racconti sono:
- Il Colosso coi piedi di creta: dal furto dell'uva moscata del prete si arriva alla visita a Peppone e alla sua sala
- La lotteria: per mantenere l'asilo don Camillo non ha altra scelta che una lotteria ma serve un premio in grado di attirare i cittadini, una bici potrebbe essere utile...
- Lo spumarino pallido: non conviene farsi riconoscere come attivisti politici con gli sconosciuti
- Il passagatto: l'orgoglio e la testardaggine e le infiltrazioni politiche a volte portano alla rovina
- Ricordando una vecchia maestra di campagna: la festa degli alberi è l'occasione per ricordare i tempi passati quando la vecchia maestra insegnava a Peppone.
- Togo: un grosso toro sta per uccidere alcune persone e viene ucciso dalla scarica di un mitra. Il maresciallo, pur riconoscente, deve trovare l'arma e sequestrarla, ma la faccenda è delicata... (fine del racconto del famoso incendio della bicocca del primo libro Don Camillo, dove il prete aveva fatto saltare in aria le armi trattenendo il mitra per sé)
- In piedi e seduti: per capodanno don Camillo voleva trenta polli per i trenta poveri a pranzo ma ne aveva solo otto...
- La macchina sovietica: contro il nuovo cinematografo della parrocchia, Peppone fa arrivare la televisione dalla Russia
- Il carburatore: la guarigione di un bimbo a mezzo dell'ambasciatore americano dà la scusa per una discussione politica.
- Giallissimo: il dono di una stufa fa perdere a un contadino un milione di lire lì nascosto, ma chi ha preso i soldi?
- Il biscione: quando in un paese qualcuno fa una cosa tremendamente stupida e tutti i compaesani vengono bollati
- Azione sindacale: non è proprio semplice quando il campanaro fa sciopero
- Malvasia: un vino da re può essere un modo per prendere in giro l'oste, ma assaggiando....
- L'attentato: la ricerca di chi ha attaccato alle spalle lo Smilzo può avere risvolti comici
- Don Gildo: l'aiuto di don Camillo è arrivato e il titolare della parrocchia si mette in disparte e lascia avanzare il nuovo... sino a quando tutto funziona.
- I naufraghi dello spazio: le giostre portano divertimento e giro di soldi e... malintenzionati. Peccato per chi ci va di mezzo.
- Scienza e vita: per un lascito di 70 milioni per il ricovero degli anziani si può mettere un monumento al centro della piazza di un illustre concittadino.

## Racconti
| nº | Titolo                                     | Prima pubblicazione                 | Utilizzato nel film |
| -- | ------------------------------------------ | ----------------------------------- | ------------------- |
| 1  | Il colosso coi piedi di Creta              | Candido n. 27 del 13 settembre 1953 |                     |
| 2  | La lotteria                                | Candido n. 39 del 27 settembre 1953 |                     |
| 3  | Lo spumarino pallido                       | Candido n. 40 del 4 ottobre 1953    |                     |
| 4  | il passagatto                              | Candido n. 44 del 1 novembre 1953   |                     |
| 5  | Ricordando una vecchia maestra di campagna | Candido n. 48 del 29 novembre 1953  |                     |
| 6  | Togo                                       | Candido n. 1 del 3 gennaio 1954     |                     |
| 7  | In piedi e seduti                          | Candido n. 2 del 10 gennaio 1954    |                     |
| 8  | La macchina sovietica                      | Candido n. 4 del 24 gennaio 1954    |                     |
| 9  | Il carburatore                             | Candido n. 5 del 31 gennaio 1954    |                     |
| 10 | Giallissimo                                | Candido n. 7 del 14 febbraio 1954   |                     |
| 11 | Il biscione                                | Candido n. 10 del 7 marzo 1954      |                     |
| 12 | Azione sindacale                           | Candido n. 11 del 14 marzo 1954     |                     |
| 13 | Malvasìa                                   | Candido n. 13 del 28 marzo 1954     |                     |
| 14 | L'attentato                                | Candido n. 18 del 2 maggio 1954     |                     |
| 15 | Don Gildo                                  | Candido n. 19 del 9 maggio 1954     |                     |
| 16 | I naufraghi dello spazio                   | Candido n. 21 del 23 maggio 1954    |                     |
| 17 | Scienza e vita                             | Candido n. 22 del 30 maggio 1954    |                     |

### Il colosso coi piedi di creta
- Fonte: Fantasia
- Personaggi: don Camillo, lo Smilzo, Peppone e sua moglie

Don Camillo viene a sapere dallo Smilzo che Peppone è giù di corda. Il motivo è la sala nuova della sua casa, che la moglie ha voluto tale e quale a quelle di città.

### La lotteria
- Fonte: Fantasia
- Personaggi: don Camillo, Filotti, Peppone, la voce del Cristo, lo Smilzo, la gente del Borgo.

Don Camillo organizza una lotteria per reperire fondi per l'asilo. Per renderla attraente è costretto ad accettare come primo premio una bici a motore, esposta con il cartello: "dono del partito comunista".

### Lo spumarino pallido
- Fonte: Invenzione dal vero.
- Personaggi: Peppone, l'ometto di città (lo spumarino), lo Smilzo.

Peppone ha perso l'ultimo autobus ed ottiene un passaggio da un signore di città che teme la violenza dei rossi di quelle zone. Peppone lo tranquillizza facendosi credere un clericale. Quando si rivedono al paese sono il sindaco comunista e l'ispettore della federazione.

### Il passagatto
- Fonte: Fantasia.
- Personaggi: Bia Gnappi, il dottor Barotti e il suo cane, un figlio di Bia, Peppone, l'uomo di fiducia del dottor Barotti.

I Gnappi sono mezzadri dei Barotti da oltre cento anni. Bia e i suoi sono avvelenati dalla politica, e armano una serie di vertenze con il padrone, che finisce con il dargli lo sfratto. Il giorno dell'uscita il vecchio Bia liquida con eleganza il Barotti.

### Ricordando una vecchia maestra di campagna
- Fonte: Autobiografico
- Personaggi: Lo Smilzo, Peppone, il Bigio, il Brusco, il direttore didattico, don Camillo, la signora Giuseppina, gli scolari morti

Alla festa degli alberi Peppone ricorda ai ragazzi che il loro avvenire è alimentato dal passato, come gli alberi che hanno i rami verso l'alto e le radici sottoterra.

### Togo
- Fonte: Invenzione dal vero.
- Personaggi: Il vecchio Rosi, il maresciallo, il toro Togo, Peppone, don Camillo, la gente del borgo.

Un toro fuggito al suo padrone sta per uccidere il maresciallo ed altre persone, ma viene ucciso da una raffica di mitra. Il maresciallo sa chi ha sparato, e sa che si tratta di un'arma detenuta illegalmente. La consegna anonima del mitra in duplice copia risolverà ogni problema.

### In piedi e seduti
- Fonte: Fantasia
- Personaggi: don Camillo, la voce del Cristo, il guardicaccia, Peppone.

Don Camillo vorrebbe donare a capodanno un pollo ad ogni povero. Non avendone rimediati che due se ne va a caccia sperando di procurare dei fagiani. Ma viene sorpreso da un guardiacaccia.

### La macchina sovietica
- Fonte: Invenzione dal vero
- Personaggi: Il Vescovo, don Camillo, Peppone, lo Smilzo, la voce del Cristo, il Lungo con la moglie e il figlio, i rossi.

Don Camillo ha potuto comprare il nuovo proiettore e organizza una serata con un film di prim'ordine. Ma la sua gioia è guastata dall'arrivo del primo televisore del paese, donato dai sovietici e riservato ai soli iscritti al PCI.
- Seguito del racconto Neve

### Il carburatore
- Fonte: Invenzione dal vero
- Personaggi: don Camillo, la gente del Borgo, Peppone, lo Smilzo, il figlio piccolo di Peppone

Un bambino malato viene salvato da alcune fiale giunte dall'America. Peppone afferma sia una montatura, e dice che lui lascerebbe morire suo figlio piuttosto che curarlo con medicine americane.
- L'autore si riferisce a una vicenda realmente accaduta a Brescello, il paese dove saranno girati i film ispirati ai suoi personaggi. Quando il racconto è stato scritto, però, ancora non si era girato nemmeno il primo film.

### Giallissimo
- Fonte: Fantasia
- Personaggi: Bradoni, sua moglie e suo figlio, don Camillo, Peppone, il maresciallo, la voce del Cristo.

Bradoni ha nascosto un milione di lire in una vecchia stufa. Sua moglie non lo sa e la regala a don Camillo per l'asilo, che a sua volta la porta a Peppone per farla riparare. Quando Bradoni va a chiedere dei suoi soldi nessuno li ha visti o sa che fine abbiano fatto.

### Il biscione
- Fonte: Invenzione dal vero
- Personaggi: Peppone, un gruppo di ragazzi, alcune donne, lo Smilzo, don Camillo, la moglie di Peppone, Giarini, gli abitanti e il parroco della Palanca

La Palanca è una frazione triste del Borgo, vittima di una stupida leggenda. Quando anche il borgo si trova nella stessa situazione, per un tiro mancino dei palanchesi, viene ritrovata l'unità nazionale.
- L'autore si è ispirato a due storie simili di Busseto e della sua frazione Spigarolo.

### Azione sindacale
- Fonte: Invenzione dal vero.
- Personaggi: Il campanaro Manecchia, don Camillo, Peppone, lo Smilzo, la gente del Borgo, la moglie di Manecchia

Il campanaro vuole un aumento di stipendio dal comune. Peppone glielo nega e lui si mette in sciopero occupando il campanile. Don Camillo organizza un comitato per la resistenza campanaria che gli manda rifornimenti per via aerea.

### Malvasìa
- Fonte: Fantasia
- Personaggi: Gli osti Giocondo e Amilcare Bessa, i clienti dell'osteria, Peppone, il Bigio, il Brusco

Un oste realizza una malvasìa tanto buona che decide di destinarla al Re. Caduta la monarchia la produzione viene accantonata in attesa del suo ritorno. Solo alcuni privilegiati, pagato un giusto prezzo, potranno assaggiarla, ed ammettere che è un vino degno di un Re.

### L'attentato
- Fonte: Fantasia
- Personaggi: Lo Smilzo, l'Anita, Peppone, il Bigio, il Ricciolino, don Camillo, l'Oste del Molinetto e sua moglie.

1º episodio - Mentre amoreggia con l'Anita lo Smilzo è vittima di un'aggressione. Mentre Peppone e i suoi se la prendono con un suo antico nemico don Camillo scopre che non c'è stato alcun attentato, e che la colpa è del passaggio a livello dove si trovava al momento.
2º episodio - A una lottera don Camillo vince un ritratto di Malenkov e Peppone un quadro della Madonna.

### Don Gildo
- Fonte: Invenzione dal vero.
- Personaggi: don Camillo, don Gildo, la madre del campanaro, Filotti, la Gagliarda, Peppone.

Don Gildo, il coadiutore mandato dal segretario del Vescovo, vuole rinnovare tutto. Don Camillo si fa da parte, si isola in due stanze al piano superiore della canonica. Ma se i ricchi odiati dal prete disertano la chiesa, i poveri da lui sostenuti non vanno a sostituirli.
- L'autore allude con polemica alla corrente dossettiana della DC, la sinistra del partito che dialoga con i comunisti.

### I naufraghi dello spazio
- Fonte: Invenzione dal vero.
- Personaggi: don Camillo, un gruppo di giovani, Peppone, lo Smilzo, il Bigio, il Brusco, il Lungo, Fulmine, tre rapinatori.

In paese c'è una nuova giostra volante. Don Camillo non resiste alla voglia di provarla e si presenta per un giro serale, quando la stessa idea l'hanno avuta Peppone e i suoi. E mentre tutti fanno il loro giro arrivano tre rapinatori.

### Scienza e vita
- Fonte: Invenzione dal vero.
- Personaggi: Il notatio, Peppone, Lollini, il consiglio comunale, il garzone del tipografo, la voce del Cristo.

Lollini lascia un podere al ricovero per i poveri a condizione che il comune sistemi nella piazza del paese il busto di suo padre, famoso entomologo. Don Camillo si batte come un leone per far rispettare la volontà del defunto, ma il suo vero scopo non si realizza.
- Con questo racconto inizia una pausa di diciassette mesi, il tempo che l'autore trascorre in carcere per la vicenda De Gasperi. In cella scrive la sceneggiatura per il film Don Camillo e l'onorevole Peppone.

## Edizioni
- Giovannino Guareschi, Lo spumarino pallido. Mondo piccolo, Collana La Scala, Rizzoli, Milano, I ed. novembre 1981, pp.224.
- id., Mondo Piccolo. Don Camillo della Bassa. Gente così. Lo spumarino pallido, Collana SuperBur narrativa, BUR, Milano, 1997 - 2000